# Ахульго
Ахульго́ (авар. АхΙулгохΙ) — гора в Дагестане на берегу реки Андийское Койсу (территория Унцукульского района). Одноимённые с горой исторические аулы на её вершине (Ахульго Новое и Старое) давно не имеют постоянного населения. Через гору проходит тоннель (автодорога Махачкала — Ботлих).
Название с аварского языка дословно переводится как «Гора зова» (то есть с которой призывают к чему-либо); поэтический перевод на русский — «Набатная гора».

## История
На одном из этапов Кавказской войны, в 1838-1839 годах, гора и два укреплённых аула («за́мка») на её вершине (Ахульго Старое и Новое), служили ставкой предводителю горцев Шамилю.
С 13 июня по 22 августа 1839 в крепости Ахульго горцы во главе с Шамилём стойко выдерживали осаду русских войск под командованием генерала П. Х. Граббе. Только 22 августа русские войска в результате кровопролитного штурма овладели горой Ахульго, но отдельные бои в составлявших укрепление аулах шли ещё неделю. Предводитель горцев Шамиль с своими мюридами прорвался через ряды осаждающих в Чечню. В этой операции принимал участие поручик Н. Мартынов, будущий убийца поэта Лермонтова.

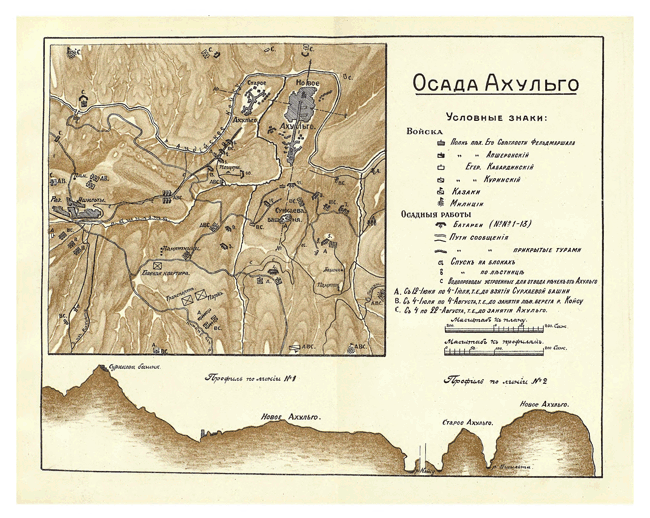
План осады
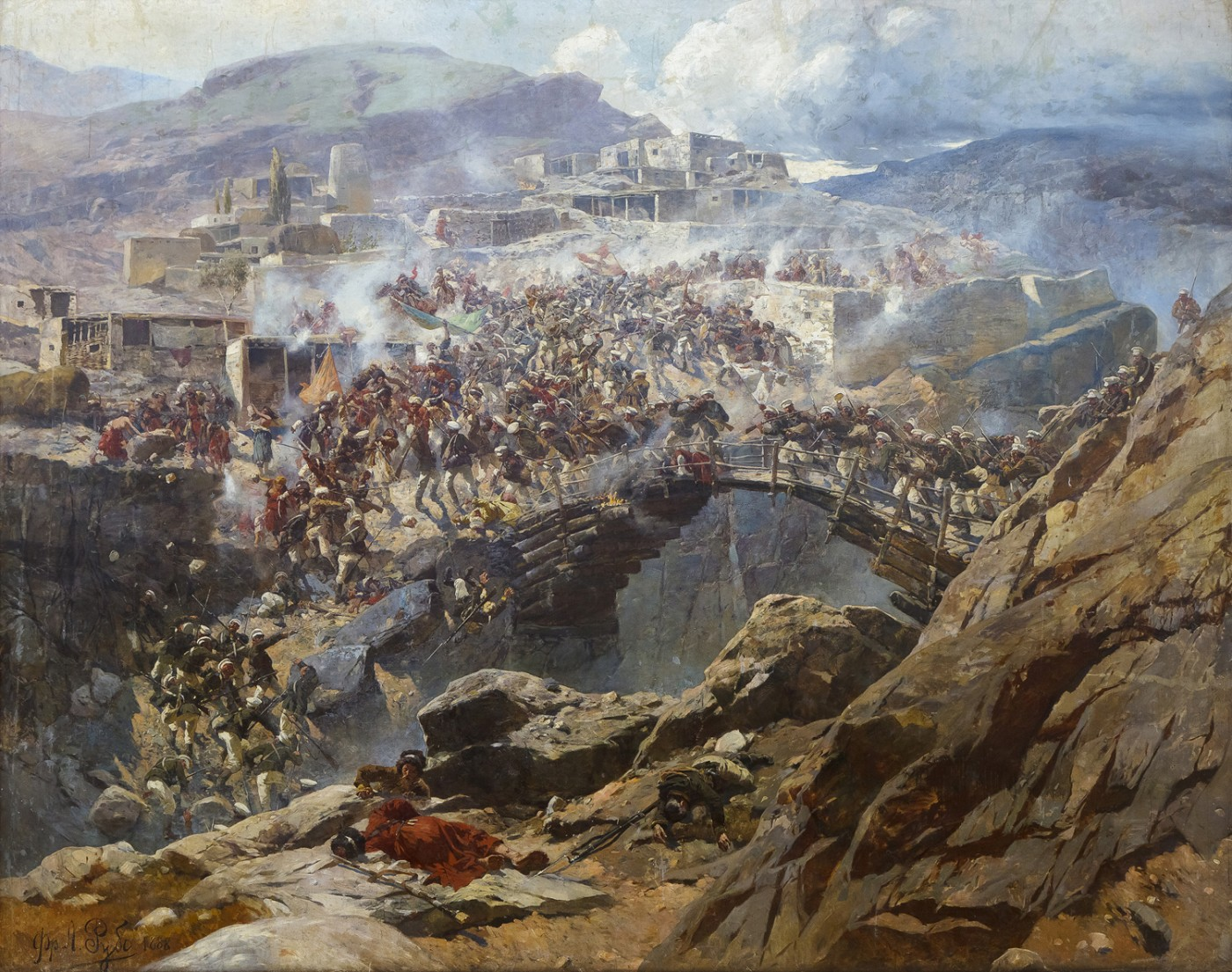
Фрагмент панорамы Рубо (1888)
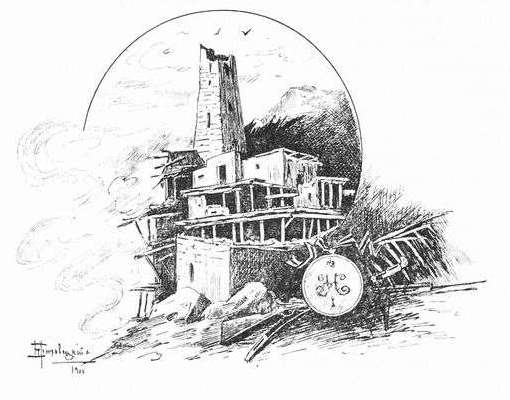
Сурхаева башня
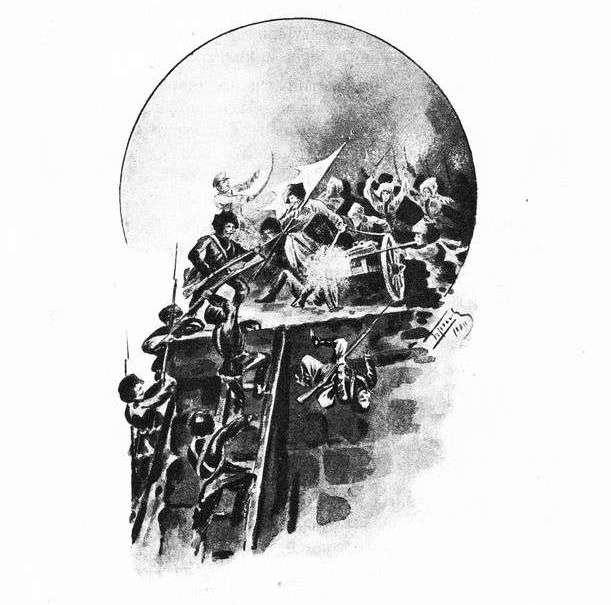
Штурм Сурхаевой башни в 1839 году

В начале 2017 года в близлежащем селе Ашильта (откуда была родом мать Шамиля) по инициативе Рамазана Абдулатипова был открыт мемориальный комплекс, стилизованный под 17-метровую аварскую сигнальную башню. В выставочном зале представлены портреты основных военачальников Кавказской войны и современная репродукция панорамы «Штурм аула Ахульго».

## Образ в литературе и искусстве
- Панораму «Штурм аула Ахульго» написал в 1888-1890 гг. в Мюнхене художник Франц Рубо, который впоследствии создал также панорамы «Оборона Севастополя» и «Бородинская битва». Фрагменты панорамы «Штурм аула Ахульго», сильно пострадавшей во время наводнения, хранятся в музее г. Махачкалы[5].
- Шапи Казиев написал роман «Ахульго» (Махачкала: Эпоха, 2008; ISBN 978-598390-047-9). В своей биографии Шамиля он описывает сражение на горе Ахульго как пример не только мужества горцев Кавказа, восставших против государственной машины царской империи, но и доблести русского оружия:«Мужество защитников Ахульго доходило до невероятия. Друг и сподвижник Шамиля Алибек Хунзахский, когда пушечное ядро раздробило ему правое плечо и рука повисла на одних жилах, просил друзей отрубить её, чтобы не мешала сражаться». «Не менее поразительной была храбрость русских солдат. Они штурмовали Ахульго на плечах друг у друга, взбираясь на веревках и лестницах над головокружительной пропастью, под огнём мюридов и лавинами камней. К сожалению, история сделала этих отчаянных удальцов не союзниками, а противниками»[6].